# Thomas Grammaye
Thomas Grammaye (ou Gramaye) est un administrateur des Pays-Bas méridionaux, maître général des Monnaies, né à la fin du XVe siècle et mort le 21 janvier 1535 à Anvers.

## Biographie

### Famille
Thomas Grammaye est le fils de Pierre Gramaye, seigneur de Lombriasco dans le Piémont, et d'Angèle de Gervesi. Il épouse Catherine de Neve puis Catherine Pels ; il a huit enfants de ses deux mariages. Son fils Thomas, président de la Cour des comptes du duché de Gueldre, seigneur de 's-Gravenwezel et de Saint-Job-in-'t-Goor, épouse en troisième noces Anna Gillis : leur fils Jean-Baptiste Gramaye est historien et diplomate, professeur à l'université de Louvain. Sa fille Anne épouse le médailleur Pierre Jonghelinck : leurs fils, le médailleur et sculpteur Jacques Jonghelinck, et le banquier et collectionneur d'œuvres d'art Niclaes Jonghelinck, sont des amis de Pieter Brueghel l'Ancien.

### Carrière
Thomas Gramaye commence sa carrière comme conseiller et receveur du duché de Gueldre. Admis à la Monnaie d'Anvers en 1504, il est reçu au poste de maître particulier de la Monnaie à Anvers. Il obtient son renouvellement trois ans plus tard grâce à l'intervention expresse de Marguerite d'Autriche.
Le 24 juin 1510, il est nommé maître général de toutes les Monnaies des Pays-Bas. Il clôt son dernier compte de maître particulier de la Monnaie le 17 juillet. Charles d'Autriche, proclamé majeur en 1515, le maintient dans ces fonctions. Il passe conseiller sur le fait des monnaies des Pays-Bas en 1524 puis maître général extraordinaire des Monnaies l'année suivante. 
Il se voit confier d'importantes missions sur les problématiques monétaires de l'époque. Il intervient d'abord dans le règlement de la dette due par les Liégeois aux ducs de Saxe ; son entrée dans les négociations permet la résolution du litige.
En 1522, il est délégué à la conférence organisée à Calais avec l'Angleterre afin de fixer la valeur en livre sterling des nouvelles monnaies émises par Charles Quint. La conférence se conclut par un accord signé le 17 janvier 1523.
En août 1529, dans le cadre de la paix des Dames, Marguerite d'Autriche envoie Gramaye à Paris afin de coordonner les systèmes monétaires des Pays-Bas et de la France « pour le bien commun des subjets et marchans de France, d'Angleterre et de par de-ça... afin que les dits marchans puisent tant mieulx faire leur négociation ».
Il fait partie des commissaires impériaux en 1530 à Bayonne, ville où une rançon doit être rassemblée pour la libération des enfants de François Ier, afin de veiller à la régularité de l'opération.
Il est l'un des auteurs du long rapport consacré en 1531 aux moyens de lutter contre le désordre monétaire, rédigé à la demande de Charles Quint.  
Sa santé le contraint à résigner ses fonctions le 18 janvier 1534. Il meurt le 21 janvier 1535.